# Lasso (videogioco)
Lasso (ラッソ?, Rasso) è un videogioco d'azione a schermata fissa del 1982 per arcade, edito da SNK. Era prevista una versione per l'home computer Texas Instruments TI-99/4A, ma rimase allo stadio di prototipo; venne diffusa, ma non ufficialmente, solo molti anni dopo.

## Modalità di gioco
In Lasso, il giocatore controlla un cowboy nel compito di riportare mandrie di pecore, mucche e cavalli nel recinto da cui sono scappate con il suo lazo. Un animale può venire catturato a una certa distanza tenendo premuto il pulsante per allungare la corda lanciata dal cowboy, e rilasciarlo in modo da creare un cerchio; se questo cerchio circonda almeno due animali il giocatore ottiene più punti.
La sessione viene resa impegnativa per la presenza di due nemici, che possono venire eliminati dal giocatore lanciando colpi di pietra infiniti premendo un secondo pulsante. Essi sono dei lupi e quelle che sembrano essere delle rane. I primi sono in branco, entrano uno alla volta nel campo e inseguono costantemente il cowboy, mentre le seconde fuoriescono da dei pozzi e spruzzano gas velenoso contro di lui. Un lupo ogni tanto riporta nel campo un animale che è già stato catturato. Toccarli significa perdere una delle vite a disposizione, che nel caso si esauriscano la partita termina.
Infine non è obbligatorio per il giocatore rimettere il bestiame nel recinto, perché un livello viene completato pure se uccide tutti i lupi.